# Ausonia Mensa
Ausonia Mensa é uma mesa no quadrângulo de Hellas, em Marte, localizada a 30.3° S e 262.3° W.  Essa formação possui 103 km de diâmetro e recebeu o nome de uma formação de albedo. Ausonia Mensa possui vários canais pequenos. Algumas formações se assemelham a leques aluviais. 